# Elvira Mínguez
Elvira Mínguez (Valladolid, 23 de julio de 1965) es una actriz y escritora española.

## Biografía
Vinculada en sus inicios al teatro, Elvira Mínguez participó en obras como Romeo y Julieta (1989), La cacatúa verde (1990), o El carro de heno (1991). En 1993 tomó la decisión de dirigirse a sí misma sobre las tablas en la adaptación de Crímenes del corazón.
En 1994 el director de casting Paco Pino la fichó para la película Días contados. Su interpretación de una terrorista de ETA le valió una candidatura al Premio Goya a la mejor actriz revelación así como una mención de la Unión de Actores.
Ya introducida en el mundo del cine, Elvira dirigió al año siguiente el cortometraje El fumador de pipa. Su carrera como actriz avanzaba con pequeños papeles al servicio de Ricardo Franco en filmes como La buena estrella (1997), o Lágrimas negras, rodada el mismo año en que accedió a su primer papel protagonista en Me llamo Sara (1998). En ella la actriz encarnó a una mujer satisfecha con su pareja y con su trabajo que ve derrumbarse su pequeño mundo, el cual se va descomponiendo ante su incrédula y dolorosa mirada.
A este trabajo se le añadieron los realizados a las órdenes de Gonzalo Suárez (El portero) y de Pedro Telechea (El invierno de las anjanas).
En 2001 se unió al reparto de Sólo mía donde se puso en la piel de Andrea, una mujer que junto a su pareja (Alejandro: Alberto Jiménez), apoyaba a Ángela (Paz Vega), una treintañera maltratada por su marido (Joaquín: Sergi López). Este rol sintentizó uno de los papeles más conocidos de la actriz: el de la fiel amiga dispuesta a dar apoyo a sus seres queridos.
En 2002 dio sus primeros pasos en el cine internacional con dos películas. En la primera, Pasos de baile de John Malkovich, interpretó a una inspectora encargada de atrapar al jefe de una banda terrorista cuyos atentados se cometían con la intención de aniquilar al gobierno corrupto de un país latinoamericano. Javier Bardem, Juan Diego Botto, Abel Folk y Javier Manrique completaron el reparto.
En la segunda, El misterio de Wells, se puso en la piel de Martha, una mujer acusada de brujería y del asesinato de unos jóvenes en la Edad Media, que recibe la ayuda de unos actores y un sacerdote que logran demostrar su inocencia y la culpabilidad de un noble que antes de segar la vida de los jóvenes los violaba. Willem Dafoe, Paul Bettany, Brian Cox, Vincent Cassel y Gina McKee fueron sus compañeros.
En España, Elvira escribió junto a Javier Cámara, María Botto, Juan Diego Botto y Joaquín Oristrell la película Los abajo firmantes como protesta al apoyo del gobierno de José María Aznar al presidente George Walker Bush durante la guerra de Irak. Ella y los tres coguionistas mencionados asumieron los papeles de unos miembros de una compañía de teatro que realizaban una gira con la obra Comedia sin título (Federico García Lorca) y que se veían en la tesitura de decidir sí leer o no un manifiesto en contra del conflicto bélico. El personaje de Elvira -una actriz fracasada y madura, aunque todavía sexualmente atractiva a los ojos de uno de sus compañeros jóvenes de función- llegaba a la conclusión de que «sólo importa lo que dices cuando eres alguien».
En 2004 Juan Cruz y José Corbacho la seleccionaron para interpretar en Tapas, su debut en la realización, a Raquel, una mujer divorciada a los cuarenta que ahoga su soledad chateando por internet y manteniendo fortuitos encuentros sexuales con un veinteañero (César: Rubén Ochandiano). Dicho papel mostraba la imagen de la actriz como una cuarentona capaz de rehacer su vida tras cicatrizar las heridas que los años la ha infligido, y que todavía está dispuesta a darse una oportunidad en sí misma. La cinta se estrenó en 2005 en el Festival de Málaga, donde Elvira Mínguez se hizo con su primera Biznaga de Plata.
Después de recoger su premio, Elvira rodó la serie Abuela de verano donde encarnó a Carmen, la fiel cocinera y asistenta de Eva (Rosa María Sardá), una mujer que acogía en su casa a sus numerosos nietos mientras sus padres rehacían sus matrimonios.
La actriz compaginó el rodaje de la serie con la representación de la obra El olor del café que protagonizó junto a Maite Brick y Borja Manero.
Al final del año, Elvira recibió su segunda candidatura a los Premios Goya por Tapas. Un mes después la actriz era galardonada con el Premio Goya a la mejor actriz de reparto. Sobre el escenario, visiblemente abrumada, declaró no creer que se mereciese el premio mientras su director, José Corbacho, la interrumpía en el escenario contradiciéndola. Tres meses después la Unión de Actores la seleccionaba para sus premios anuales.
En 2006 estrena La caja -junto a Ángela Molina, Antonia San Juan y María Galiana- y al año siguiente Pudor, el debut en la realización de Tristán Ulloa. Por ésta obtuvo por segunda vez la Biznaga de Plata del Festival de Cine Español de Málaga.
En 2008 Cruz y Corbacho volvieron a contar con ella para Cobardes, un drama que basa su argumento en el acoso escolar. Por su papel fue de nuevo candidata al Premio Goya. Ese mismo año interpreta a la revolucionaria Celia Sánchez en Che: El argentino, protagonizada por Benicio Del Toro.
En 2011 protagoniza el biopic Clara Campoamor: la mujer olvidada, basado en la novela de Isaías Lafuente, y donde Mínguez interpreta a Clara Campoamor, que después de una lucha constante y tras múltiples traiciones, el 1 de diciembre de 1931 consigue su objetivo: el voto para la mujer.
En 2020 ficha por la serie Desaparecidos para Prime Video y Telecinco.
Publicó su primera novela en 2023, La sombra de la tierra, ambientada en 1896, sobre dos mujeres egoístas y manipuladoras, enfrentadas por el poder en Villaveza del Agua, pequeño pueblo de Zamora. Una localidad real, de donde era la familia materna de la autora.  
El 1 de marzo de 2024 se anuncia el rodaje de La sombra de la tierra, su primera serie como directora y guionista. Basada en su novela homónima y de cuatro capítulos, está protagonizada por Adelfa Calvo y María Morales, para Atresmedia.  

## Filmografía

### Cine
- Días contados (1994)
- Historias del Kronen (1995)
- Cachito (1996)
- La buena estrella (1997)
- Lágrimas negras (1998)
- Me llamo Sara (1998)
- Diario para un cuento (1998)
- El portero (2000)
- El invierno de las anjanas (2000)
- Sólo mía (2001)
- Los abajo firmantes (2002)
- Pasos de baile (2002)
- Trece campanadas (2002)
- El misterio de Wells (2003)
- Tapas (2005)
- La caja (2006)
- Pudor (2007)
- Che: El argentino (2008)
- Cobardes (2008)
- Clara Campoamor. La mujer olvidada (2011)
- Truman (2015)
- El desconocido (2015)
- El elegido (2016)
- No culpes al karma de lo que te pasa por gilipollas (2016)
- El guardián invisible (2017)
- Todos lo saben (2018)
- Legado en los huesos (2019)
- Ofrenda a la tormenta (2020)

### Televisión
| Año       | Serie                    | Canal                   | Personaje               | Notas        |
| --------- | ------------------------ | ----------------------- | ----------------------- | ------------ |
| 1995      | Mar de dudas             | La 1                    | Charo                   | 13 episodios |
| 1998      | La virtud del asesino    | La 1                    | Isabel Galán            | 4 episodios  |
| 2003      | Un lugar en el mundo     | Antena 3                |                         | 1 episodio   |
| 2005      | Abuela de verano         | La 1                    | Carmen                  | 13 episodios |
| 2012      | Imperium                 | Antena 3                | Antonia                 | 6 episodios  |
| 2013      | El tiempo entre costuras | Antena 3                | Dolores                 | 3 episodios  |
| 2014      | Sin identidad            | Antena 3                | Sor Antonia             | 4 episodios  |
| 2014      | Hermanos                 | Telecinco               | Julia                   | 5 episodios  |
| 2018      | Presunto culpable        | Antena 3                | Amaia Aguirre           | 13 episodios |
| 2019      | Los nuestros             | Telecinco               | Teniente coronel Ibarra | 3 episodios  |
| 2019      | Secretos de Estado       | Telecinco               | Rosa Aguirre            | 3 episodios  |
| 2019      | Instinto                 | Movistar+               | Dra. Villegas           | 8 episodios  |
| 2020      | Veneno                   | Atresplayer Premium     | Blanca Villanueva       | 4 episodios  |
| 2020-2022 | Desaparecidos            | Prime Video / Telecinco | Carmen Fuentes Vallejo  | 13 episodios |
| 2023      | Golfas                   | atresplayer premium     | Abuela de una niña      | 1 episodio   |
| 2024      | Marbella                 | Movistar+               | Inspectora              | 6 episodio   |

### Teatro
- Romeo y Julieta (1989)
- La cacatúa verde (1990)
- El carro de heno (1991)
- Crímenes del corazón (1993)
- El olor del café (2005)

## Libros
- La sombra de la tierra (2023). Espasa https://dobledlibros.es/libro/9788467067231/ (enlace roto disponible en Internet Archive; véase el historial, la primera versión y la última). Obra finalista del Premio de la Crítica de Castilla y León.[4]

## Premios y candidaturas

### Premios anuales
Premios Goya
| Año  | Categoría                                | Película       | Resultado |
| ---- | ---------------------------------------- | -------------- | --------- |
| 1994 | Mejor actriz revelación                  | Días contados  | Nominada  |
| 2005 | Mejor interpretación femenina de reparto | Tapas          | Ganadora  |
| 2008 | Mejor interpretación femenina de reparto | Cobardes       | Nominada  |
| 2015 | Mejor interpretación femenina de reparto | El desconocido | Nominada  |

Premios de la Unión de Actores
| Año  | Categoría                               | Trabajo                  | Resultado |
| ---- | --------------------------------------- | ------------------------ | --------- |
| 1994 | Mejor interpretación secundaria de cine | Días contados            | Nominada  |
| 1994 | Mejor interpretación revelación         | Días contados            | Nominada  |
| 2005 | Mejor actriz secundaria de cine         | Tapas                    | Ganadora  |
| 2013 | Mejor actriz secundaria de televisión   | El tiempo entre costuras | Ganadora  |
| 2014 | Mejor actriz de reparto de televisión   | Hermanos                 | Nominada  |
| 2014 | Mejor actriz de reparto de televisión   | Sin identidad            | Ganadora  |
| 2018 | Mejor actriz de reparto                 | Todos lo saben           | Ganadora  |

Medallas del Círculo de Escritores Cinematográficos
| Año  | Categoría               | Película | Resultado |
| ---- | ----------------------- | -------- | --------- |
| 2005 | Mejor actriz secundaria | Tapas    | Ganadora  |

Premios Ondas
| Año  | Categoría                                                                  | Película      | Resultado |
| ---- | -------------------------------------------------------------------------- | ------------- | --------- |
| 1994 | Categoría de cine: Mejor actriz (ex aequo con Ruth Gabriel y Candela Peña) | Días contados | Ganadora  |

Premios Barcelona de Cine
| Año  | Categoría    | Película | Resultado |
| ---- | ------------ | -------- | --------- |
| 2005 | Mejor actriz | Tapas    | Nominada  |

### Festivales
Festival de Cine Español de Málaga
| Año  | Categoría                                        | Película | Resultado |
| ---- | ------------------------------------------------ | -------- | --------- |
| 2005 | Biznaga de Plata (Sección oficial): Mejor actriz | Tapas    | Ganadora  |
| 2007 | Biznaga de Plata (Sección oficial): Mejor actriz | Pudor    | Ganadora  |

Festival Internacional de Cine de Karlovy Vary
| Año  | Categoría    | Película | Resultado |
| ---- | ------------ | -------- | --------- |
| 2007 | Mejor actriz | Pudor    | Ganadora  |

Festival Internacional de Cine de Comedia de Peñíscola
| Año  | Categoría                     | Película | Resultado |
| ---- | ----------------------------- | -------- | --------- |
| 2006 | Premio Calabuch: Mejor actriz | La caja  | Ganadora  |

Festival de Cine Hispano de Miami
| Año  | Categoría                                   | Película      | Resultado |
| ---- | ------------------------------------------- | ------------- | --------- |
| 1999 | Golden Egret ("Garza de Oro"): Mejor actriz | Me llamo Sara | Ganadora  |

Festival de Aguilar de Campoo
| Año  | Categoría              | Resultado |
| ---- | ---------------------- | --------- |
| 2011 | Águila de Oro de Honor | Ganadora  |